# Futbol Club Santa Coloma
Maillots
Actualités
Le Futbol Club Santa Coloma est un club andorran de football basé à Andorre-la-Vieille.

## Histoire
Fondée en 1986, le FC Santa Coloma est la première équipe à remporter la Coupe Constitució en 1991. Depuis 2001, le club connaît un grand succès dans toutes les compétitions andorranes avec les titres de la Primera Divisió (12), la Copa Constitució (10) et la Super Coupe d'Andorre (7).
Lors de la saison 2014-15, le FC Santa Coloma rencontre le FC Banants Erevan, le champion d'Arménie 2014, à l'occasion du premier tour de qualification de la Ligue des champions. Le club de la Principauté remporte la première manche 1-0. Les joueurs andorrans perdent le deuxième match à l'extérieur en Arménie 3-2, soit un total de 3-3 sur l'ensemble des deux rencontres grâce à un but incroyable à la 90+5e minute du gardien Eloy Casals. Le FC Santa Coloma l'emporte par la règle des buts à l'extérieur. 
C'était seulement la deuxième fois qu'un club andorran remportait une double confrontation en Europe après l'UE Sant Julià lors de la saison 2009-2010. Au 2e tour de la Ligue des champions, le FC Santa Coloma rencontre le Maccabi Tel-Aviv et se fait éliminer 3-0 sur l'ensemble des deux matchs. Le FC Santa Coloma est également le seul club à avoir obtenu un match nul en Ligue Europa, 0-0 contre le Breiðablik Kopavogur (Islande), en 2013-2014 à l'Estadi Comunal.
Lors du deuxième tour de Ligue Europa Conférence 2023-2024, le club réalise une incroyable remontada contre le FK Sutjeska Nikšić, ayant perdu 2-0 à l'aller, le FC Santa Coloma s'impose 3-0 au retour et se qualifie donc pour le troisième tour de qualification. Malheureusement,à ce tour, le club tombe sur bien plus fort que lui, l'AZ Alkmaar, et sera battu 3-0 en cumulé malgré deux assez bon matchs.

## Bilan sportif

### Palmarès
- Championnat d'Andorre (12)
  - Champion : 2001, 2003, 2004, 2008, 2010, 2011, 2014, 2015, 2016, 2017, 2018 et 2019
  - Vice-champion : 1998, 1999, 2000, 2007, 2009, 2012, 2013, 2020 et 2025

- Coupe d'Andorre (10)
  - Vainqueur : 1991, 2001, 2003, 2004, 2005, 2006, 2007, 2009, 2012, 2018
  - Finaliste : 1996, 1998, 1999, 2015, 2017, 2019, 2020 et 2023

- Supercoupe d'Andorre (7)
  - Vainqueur : 2003, 2005, 2007, 2008, 2015, 2017 et 2019
  - Finaliste : 2004, 2006, 2009, 2010, 2011, 2012, 2016, 2018 et 2020

### Bilan européen
Légende
- Victoire ou qualification pour le tour suivant
- Match nul
- Défaite ou élimination de la compétition

Note : dans les résultats ci-dessous, le score du club est toujours donné en premier
| Saison    | Compétition             | Tour              | Club                 | Domicile | Extérieur | Total             |
| --------- | ----------------------- | ----------------- | -------------------- | -------- | --------- | ----------------- |
| 2001-2002 | Coupe UEFA              | Tour préliminaire | Partizan Belgrade    | 0 - 1    | 1 - 7     | 1 - 8             |
| 2003-2004 | Coupe UEFA              | Tour préliminaire | Esbjerg fB           | 1 - 4    | 0 - 5     | 1 - 9             |
| 2004-2005 | Coupe UEFA              | Premier tour Q    | FK Modriča           | 0 - 1    | 0 - 3     | 0 - 4             |
| 2007-2008 | Coupe UEFA              | Premier tour Q    | Maccabi Tel-Aviv     | 1 - 0    | 0 - 4     | 1 - 4             |
| 2008-2009 | Ligue des champions     | Premier tour Q    | FBK Kaunas           | 1 - 4    | 1 - 3     | 2 - 7             |
| 2009-2010 | Ligue Europa            | Deuxième tour Q   | FC Bâle              | 1 - 4    | 0 - 3     | 1 - 7             |
| 2010-2011 | Ligue des champions     | Premier tour Q    | Birkirkara FC        | 0 - 3    | 3 - 4     | 3 - 7             |
| 2011-2012 | Ligue des champions     | Premier tour Q    | F91 Dudelange        | 0 - 2    | 0 - 2     | 0 - 4             |
| 2012-2013 | Ligue Europa            | Premier tour Q    | NK Osijek            | 0 - 1    | 1 - 3     | 1 - 4             |
| 2013-2014 | Ligue Europa            | Premier tour Q    | Breiðablik Kópavogur | 0 - 0    | 0 - 4     | 0 - 4             |
| 2014-2015 | Ligue des champions     | Premier tour Q    | Banants Erevan       | 1 - 0    | 2 - 3     | 3E - 3            |
| 2014-2015 | Ligue des champions     | Deuxième tour Q   | Maccabi Tel-Aviv     | 0 - 1    | 0 - 2     | 0 - 3             |
| 2015-2016 | Ligue des champions     | Premier tour Q    | Lincoln Red Imps     | 1 - 2    | 0 - 0     | 1 - 2             |
| 2016-2017 | Ligue des champions     | Premier tour Q    | Alashkert FC         | 0 - 0    | 0 - 3     | 0 - 3             |
| 2017-2018 | Ligue des champions     | Premier tour Q    | Alashkert FC         | 1 - 1    | 0 - 1     | 1 - 2             |
| 2018-2019 | Ligue des champions     | Tour préliminaire | KF Drita             | 0 - 2 ap | 0 - 2 ap  | 0 - 2 ap          |
| 2018-2019 | Ligue Europa            | Deuxième tour Q   | Valur Reykjavik      | 1 - 0    | 0 - 3     | 1 - 3             |
| 2019-2020 | Ligue des champions     | Tour préliminaire | SP Tre Penne         | 1 - 0    | 1 - 0     | 1 - 0             |
| 2019-2020 | Ligue des champions     | Tour préliminaire | KF Feronikeli        | 1 - 2    | 1 - 2     | 1 - 2             |
| 2019-2020 | Ligue Europa            | Deuxième tour Q   | FK Astana            | 0 - 0    | 1 - 4     | 1 - 4             |
| 2020-2021 | Ligue Europa            | Tour préliminaire | Iskra Danilovgrad    | 0 - 0 ap | N/A       | 0 - 0 (3 - 4 tab) |
| 2021-2022 | Ligue Europa Conférence | Premier tour Q    | Mons Calpe           | 4 - 0    | 1 - 1     | 5 - 1             |
| 2021-2022 | Ligue Europa Conférence | Deuxième tour Q   | Hibernian FC         | 1 - 2    | 0 - 3     | 1 - 5             |
| 2023-2024 | Ligue Europa Conférence | Premier tour Q    | Pen-y-bont FC        | 2 - 0 ap | 1 - 1     | 3 - 1             |
| 2023-2024 | Ligue Europa Conférence | Deuxième tour Q   | Sutjeska Nikšić      | 3 - 0 ap | 0 - 2     | 3 - 2             |
| 2023-2024 | Ligue Europa Conférence | Troisième tour Q  | AZ Alkmaar           | 0 - 1    | 0 - 2     | 0 - 3             |
| 2025-2026 | Ligue Conférence        | Premier tour Q    | Borac Banja Luka     | 0 - 2    | 4 - 1     | 4 - 3             |
| 2025-2026 | Ligue Conférence        | Deuxième tour Q   | Polissia Jytomyr     | 1 - 4    | 2 - 1     | 3 - 5             |

1. ↑  Défaite par forfait.

## Personnalités du club

### Entraîneurs
La liste ci-dessous présente les différents entraîneurs connus du FC Santa Coloma.
- Federico Bessone (depuis novembre 2023)
- Dmitri Cheryshev (juillet 2022-novembre 2023)
- Franco Matías Gross (août 2021-juin 2022)
- Albert Jorquera (août 2020-juillet 2021)
- Marc Rodríguez (juillet 2018-août 2020)
- Richard Imbernón (juillet 2013-juin 2018)
- Luis Blanco (juillet 2011-juin 2013)
- Xavier Roura (juin 2010-juin 2011)
- Vicens Marques (juillet 2009-juin 2010)

### Anciens joueurs
- Antoni Sivera
- Joan Toscano
- Roberto Jonas
- Joan Capdevila